# Fondo interbancario di tutela dei depositi
Il Fondo interbancario di tutela dei depositi (FITD) è un fondo consortile la cui funzione è fornire un risarcimento fino a 100 000 euro, nel caso di fallimento di una banca.
Inizialmente ad adesione volontaria, fu costituito nel 1987; dal 2011 è stato riconosciuto dalla Banca d'Italia, e l'adesione è divenuta obbligatoria. Le banche di credito cooperativo aderiscono invece a un fondo separato, detto Fondo di garanzia dei depositanti del credito cooperativo.

## In Italia

### Partecipanti
A tale fondo contabile devono aderire tutte le banche italiane aventi come forma societaria la società per azioni.
Per le succursali di banche comunitarie operanti in Italia l'adesione al Fondo interbancario di tutela dei depositi è volontaria, ed è finalizzata ad integrare la tutela offerta dal sistema di garanzia dello Stato di appartenenza.
Sono escluse le banche di credito cooperativo che aderiscono al Fondo di garanzia dei depositanti del credito cooperativo.

### Oggetto
Il fondo copre i depositi nominativi: conto corrente, depositi a risparmio, certificato di deposito, ed altri.
Nessuna tutela è prevista per i depositi al portatore. Sono altresì escluse dalla copertura del fondo le somme di denaro investite in azioni o obbligazioni, anche emesse dalla stessa banca o collocate per conto di terzi, i fidi e castelletti, sebbene questi spesso sìano necessari per l'operatività delle piccole e medie imprese, e da contratto la banca abbia facoltà di revocarli, in qualsiasi momento e senza giusta causa o giustificato motivo.
I prestiti in sofferenza del sistema bancario italiano a novembre hanno superato il valore di riferimento di 200 miliardi lordi (a partire dai 104 mld di euro nel 2011).

### Funzioni
Il fondo garantisce una copertura massima fino a 100.000 euro (nuovo importo aggiornato dal decreto-legge 24 marzo 2011, n. 49, il precedente limite era 103.291,38 euro, pari a 200 milioni di lire) per depositante e per banca: quindi, se il depositante ha due conti da 100.000 € ciascuno in due banche diverse è coperto per entrambi i conti correnti, e anche se ha un conto cointestato da 200.000 euro (ogni depositante avrà 100.000 euro garantiti), mentre avrà la copertura a solo 100.000 in caso di due conti sulla stessa banca con importo totale superiore. La garanzia è applicata sia in caso di depositante persona fisica che persona giuridica (cioè un'impresa).
Per evitare il bank run, detto anche corsa agli sportelli, per legge gli istituti di credito non erano ammessi al fallimento. Il fondo interviene per:
- assicurare la liquidità a tutti i depositanti che ne facciano richiesta, per garantire il loro diritto alla piena disponibilità dei depositi,
- evitare che, facendo fronte alle richieste di prelievo con le sole proprie fonti finanziarie, scenda troppo il patrimonio di vigilanza di una banca (che diventi sottocapitalizzata rispetto ai propri impieghi),
- evitare la chiusura degli sportelli, salvaguardando la continuità operativa della banca e i suoi livelli occupazionali
- nell'interesse dell'intero sistema nel suo complesso, per contenere e prevenire fenomeni di massa non razionali e non giustificati, che facilmente possono estendersi anche ad altri istituti di credito, legati alla paura di perdere i propri risparmi, con un eccesso di richieste di prelievo che porrebbe in difficoltà anche un istituto di credito perfettamente "sano" sotto tutti gli aspetti: economico, finanziario e patrimoniale.

La Banca d'Italia dichiara lo stato d'insolvenza e avvia l'amministrazione controllata o la liquidazione coatta amministrativa, nel contempo autorizza l'intervento del fondo che chiede ex post alle banche aderenti le somme per risarcire gli investitori.
Se la banca ha problemi di liquidità, il fondo interviene per garantire questo diritto, ad esempio in caso di temporanea insolvenza o di fallimento. Il fondo consiste in un accantonamento contabile e in un patto di solidarietà fra istituti di credito, che si impegnano a intervenire uno in soccorso dell'altro, nelle misure stabilite, mentre non vi sono reali accantonamenti di denaro o titoli messi a disposizione di un soggetto gestore del fondo.
In questo modo il sistema bancario nel suo complesso si fa carico di contribuire a sostenere eventuali fallimenti di alcuni suoi membri, evitando reazioni a catena che metterebbero a rischio la stabilità del sistema complessivo. Per quanto questo possa apparire "poco meritocratico" (secondo alcuni punti di vista, la banche virtuose pagherebbero per quelle non virtuose), il sistema incrementa la solidità del sistema nel suo complesso, dato che evita la creazione di "crisi di fiducia" da parte dei correntisti e conseguenti bank run, che potrebbero coinvolgere anche altri istituti bancari.

### Ammontare del fondo
Nel 2016, il fondo avrebbe dovuto contenere fra i 2 e i 4 miliardi di euro, secondo indicazioni della BCE ma risultava contenere solo 300 milioni. Al 2019, conteneva invece 1,5 miliardi di euro.

## Riferimenti normativi
- Artt. 83, 96, 96-bis e 96-ter del Testo Unico Bancario
- Decreto legislativo 24 marzo 2011, n. 49 - Attuazione della direttiva 2009/14/CE, che modifica la direttiva 94/19/CE, relativa ai sistemi di garanzia dei depositi per quanto riguarda il livello di copertura e il termine di rimborso.
- Decreto legislativo 4 dicembre 1996, n. 659 - Recepimento della direttiva 94/19/CEE relativa ai sistemi di garanzia dei depositi.
- Art. 36 (abrogato) della Legge 2 giugno 1961, n. 454 - Piano quinquennale per lo sviluppo dell'agricoltura